# Драмски мост
„Драмски мост“ (на турски: Drama Köprüsü) е турска народна песен от Източна Македония. Посветена е на видния разбойник и покровител на бедните Хасан Дебрели.

## Мост
Съществуват различни предположения за моста, от който носи името си песента. Според една от версиите мостът е най-големият мост над река Монастираки на улица „Венизелос“ в македонския град Драма, днес в Гърция. Реката днес е покрита и превърната в улица „19 май“.
Според друга версия мостът от песента всъщност е акведуктът, който се намира край село Нусретли (Никифорос).

## Легенда
Песента е базирана върху историята за Хасан Дебрели, войник, който в края на XIX век убива след скарване своя командир и е затворен в Драмския затвор. Хасан бяга от затвора и живее в планините като хайдутин, ограбвайки богатите и подкрепяйки бедните.

## Песен
Песента възниква в началото на XX век и има много вариации. Изпълнявана е от много турски певци, както мъже, така и жени. Първият и последният куплет на най-известната версия са:
| Текст на турски | Превод на български |
| --- | --- |
| Drama köprüsü bre Hasan dardır geçilmez Soğuktur suları Hasan bir tas içilmez At martini Debreli Hasan dağlar inlesin Drama mahpusunda bre Hasan dostlar dinlesin | Драмският мост е тесен, о, Хасан, не може да бъде прекосен, Водите му са така студени, че не могат да се пият. Стреляй с твоята мартинка, Хасан Дебрели, нека планините реват, Нека приятелите в Драмския затвор слушат. |